# Batobius pictus
Batobius pictus es una especie de coleóptero de la familia Mycteridae.

## Distribución geográfica
Habita en Chile.